# Sixeonotus tenebrosus
Sixeonotus tenebrosus är en insektsart som först beskrevs av William Lucas Distant 1893.  Sixeonotus tenebrosus ingår i släktet Sixeonotus och familjen ängsskinnbaggar. Inga underarter finns listade i Catalogue of Life.